# Chim đá châu Phi
Sẻ đá châu Phi, tên khoa học Saxicola torquatus, là một loài chim trong họ Muscicapidae.

## Hình ảnh

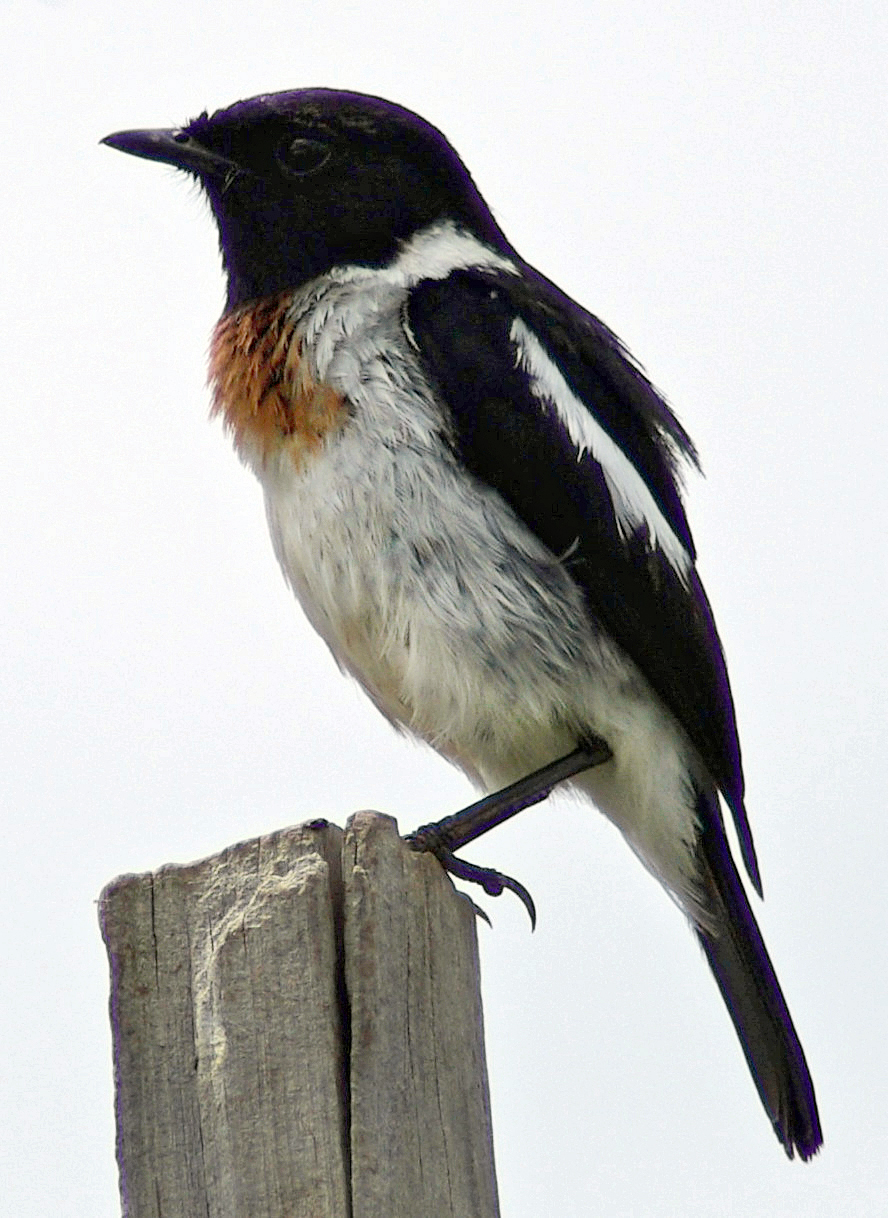
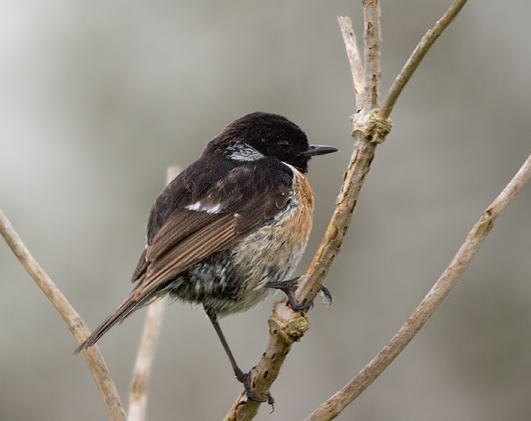
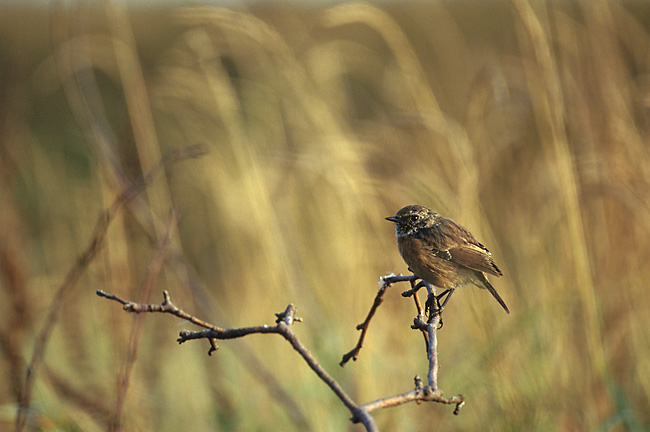
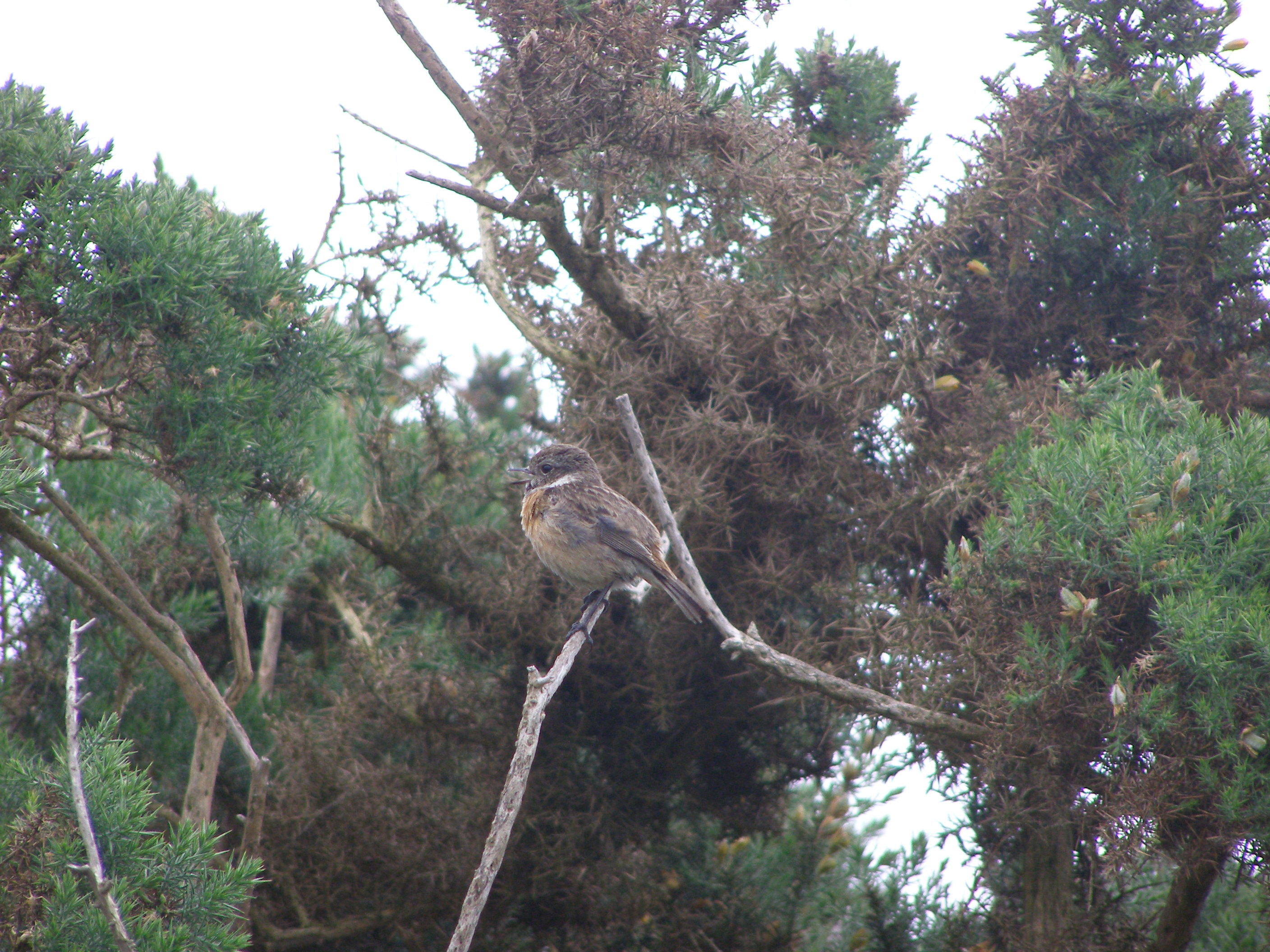
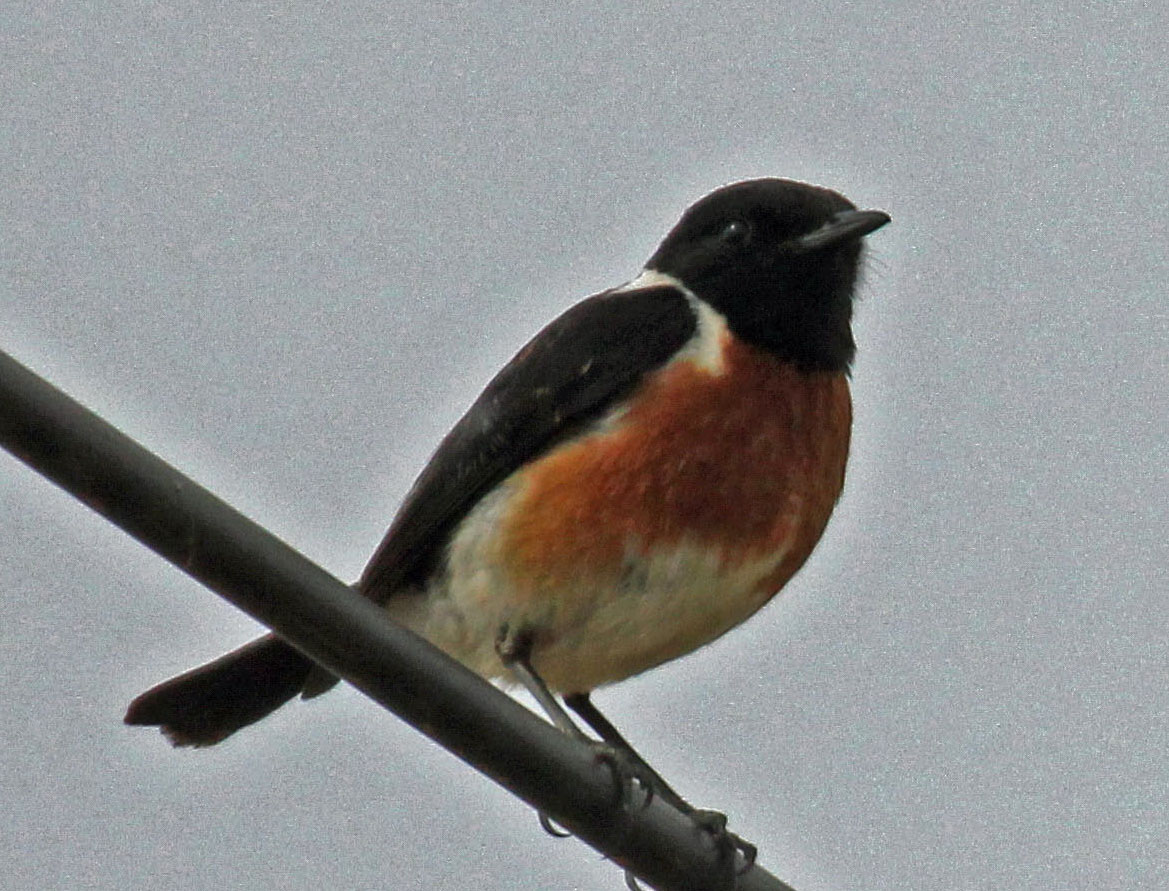